# Ericus Petri (1523-1606)
Ericus Petri, född 1523, död 1606 i Segersta församling, var en svensk präst.

## Biografi
Petri föddes 1523. Han arbetade som komminister i Hanebo församling och blev 1580 kyrkoherde i Segersta församling. Petri skrev under Uppsala möte 1593. Han avled 1606 i Segersta församling.

### Familj
Petri var gift med Brita. De fick tillsammans barnen kyrkoherden Petrus Bröms i Segersta församling, kyrkoherden Laurentius Scalin i Söderala församling och kyrkoherden Andreas Erici Helsingius i Hagebyhöga församling.
Petri var stamfader till scalinska släkten.